# Скуби-Ду: Сценична треска
„Скуби-Ду: Сценична треска“ (на английски: Scooby-Doo! Stage Fright) е анимационен филм от 2013 година, и двадесет и първият филм от директната към видео филмова поредица „Скуби-Ду“. Пуснат е на 20 август 2013 г. от Warner Premiere, и това последният филм, който е пуснат по този лейбъл поради разпускането му през преходната година.

## Озвучаващ състав
- Франк Уелкър – Скуби-Ду и Фред Джоунс
- Матю Лилард – Шаги Роджърс
- Грей Делайл – Дафни Блейк/Ейми
- Минди Кон – Велма Динкли
- Изабела Акрес – Ема Гейл
- Трой Бейкър – Фантомът/Ланс Деймън
- Ерик Бауза – Кей Ти
- Джеф Бенет – Майк Гейл/Мел Ричмънд
- Уейн Брейди – Брик Пимиенто
- Вивика Е. Фокс – Лоти Лавойе
- Кейт Хигинс – Мег Гейл/Кати
- Питър Макникъл – Дюи Отоман
- Кенди Майло – Барб Деймън
- Джон О'Хърли – Великият Паулдини
- Кристина Пучели – Колет
- Кевин Майкъл Ричардсън – Пазач/Чиновник на хотела
- Пол Ръг – Стийв Трилби
- Тара Джейн Сандс – Нанси
- Тара Стронг – Дона/Новинарка
- Травис Уилингам – Уолдо
- Ариел Уинтър – Криси Деймън
- Кийт Фъргюсън – Пазач 2

## В България
В България филмът първоначално е излъчен по HBO през 2014 г. Излъчва се многократно по Cartoon Network. Преведен е като „Скуби-Ду и Фантомите на операта“ в нахсинхронния дублаж. През 2022 г. е достъпен в стрийминг платформата „Ейч Би О Макс“.